# Krešimir Ljubičić
Krešimir Ljubičić (né le 11 juillet 1998) est un joueur croate de basket-ball. Il évolue au poste de pivot.

## Biographie
De 2016 à 2020, il évolue au Cibona Zagreb puis au KK Gorica lors de saison 2020-2021.
En juillet 2021, il quitte son pays natal et signe en France avec le club de deuxième division du Saint-Quentin BB.

## Clubs
- 2016-2020 :  Cibona Zagreb (Croatie)
- 2020-2021 :  KK Gorica (Croatie)
- 2021-2022 :  Saint-Quentin BB (Pro B)
- 2022-2023 :  Cibona Zagreb (Croatie)
- 2023- :  KK Split (Croatie)

## Palmarès
- Championnat de Croatie :
  - Champion : 2019.
- Coupe de Croatie :
  - Vainqueur : 2023.